# Yngvild Ingels
Yngvild Ingels (nascida no dia 1 de janeiro de 1979) é uma política belga e membro da Nova Aliança Flamenga.
Ingels estudou sociologia na Universidade de Gante e trabalhou para a Cruz Vermelha depois de se formar. Ela foi eleita para a Câmara dos Representantes da Bélgica em 2019, onde actua nos Comités de Assuntos Internos, Segurança, Migração e Assuntos Administrativos.